# Вірменія на зимових Олімпійських іграх 2014
Вірменія на зимових Олімпійських іграх 2014 року у Сочі була представлена 4 спортсменами (трьома чоловіками та однією жінкою) у 2 видах спорту: гірськолижний спорт та лижні перегони.  Прапороносцем на церемонії відкриття Олімпіади став лижник Сергій Мікаєлян, а на церемонії закриття | гірськолижник Арман Серебракян.
Вірменія вшосте взяла участь у зимовій Олімпіаді. Вірменські спортсмени не завоювали жодної медалі.

## Спортсмени
| Вид спорту          | Чоловіки | Жінки | Всього |
| ------------------- | -------- | ----- | ------ |
| Гірськолижний спорт | 1        | 0     | 1      |
| Лижні перегони      | 2        | 1     | 3      |
| Всього              | 3        | 1     | 4      |

## Гірськолижний спорт
| Спортсмен        | Дисципліна                   | Спуск 1 | Спуск 1 | Спуск 2 | Спуск 2 | Разом   | Разом            |
| Спортсмен        | Дисципліна                   | Час     | Місце   | Час     | Місце   | Місце   | Підсумкове місце |
| ---------------- | ---------------------------- | ------- | ------- | ------- | ------- | ------- | ---------------- |
| Арман Серебракян | гігантський слалом, чоловіки | 1:29.59 | 54      | 1:28.81 | 42      | 2:58.40 | 46               |
| Арман Серебракян | слалом, чоловіки             | 55.90   | 60      | 1:04.67 | 32      | 2:00.57 | 35               |

## Лижні перегони
| Спортсмен       | Дисципліна                        | Класичний стиль | Класичний стиль | Вільний стиль | Вільний стиль | Фінал        | Фінал        | Фінал        |
| Спортсмен       | Дисципліна                        | Час             | Місце           | Час           | Місце         | Час          | Відставання  | Місце        |
| --------------- | --------------------------------- | --------------- | --------------- | ------------- | ------------- | ------------ | ------------ | ------------ |
| Сергій Мікаєлян | 15 км класичним стилем (чоловіки) | Н/Д             | Н/Д             | Н/Д           | Н/Д           | 42:39.1      | +4:09.4      | 46           |
| Сергій Мікаєлян | 30 км скіатлон (чоловіки)         | 38:43.1         | 51              | 33:59.8       | 39            | 1:13:16.6    | +5:01.2      | 46           |
| Артур Єгоян     | 15 км класичним стилем (чоловіки) | Н/Д             | Н/Д             | Н/Д           | Н/Д           | не стартував | не стартував | не стартував |
| Артур Єгоян     | 30 км скіатлон (чоловіки)         | 40:11.7         | 63              | 36:51.0       | 63            | 1:17:44.5    | +9:29.1      | 63           |
| Катя Галстян    | 10 км класичним стилем (жінки)    | Н/Д             | Н/Д             | Н/Д           | Н/Д           | 35:26.4      | +7:08.6      | 64           |